# Río Claro (Elqui)
El río Claro y/o río Derecho es un curso de agua que fluye en la Región de Coquimbo desde la alta cordillera de los Andes hasta el Valle de Elqui para, en confluencia con el río Turbio (Elqui), dar inicio al río Elqui que lleva sus aguas hasta el océano Pacífico.
Mientras Hans Niemeyer utiliza "Claro" y "Derecho" indistintamente como dos nombres para el mismo río, Zavala y Trigos llaman "Derecho" al río en su cuenca superior, hasta la confluencia con el río Cochiguaz, y a partir de allí le llaman río Claro. También le llaman "Claro-Derecho". La Dirección General de Aguas, en la primera página de su informe utiliza los nombres como lo hace Niemeyer, pero en la página 49 distingue entre el Claro y el Derecho como lo hacen Zavala y Trigos.

## Trayecto
El río Claro nace en el corazón de la cordillera de los Andes y lleva un curso sureste a noroeste durante el cual recibe a su único afluente, el río Cochiguaz, en la localidad de Montegrande, donde fue a la escuela la poetisa Gabriela Mistral. En Rivadavia (Elqui), se une al río Turbio para formar el río Elqui.

## Caudal y régimen
El informe de la Dirección General de Aguas concluye que "todas las estaciones fluviométricas muestran un régimen nival y presentan sus menores caudales en el mismo período". Y continua, "Corresponde íntegramente a toda la hoya hidrográfica del río Elqui, incluyendo sus principales afluentes: río Claro, estero Derecho, río Cochiguaz, río Turbio, río La Laguna y río Del Toro. En todos estos cauces se observa un régimen nival, con los mayores caudales entre noviembre y febrero en años húmedos. En años secos los caudales tienden a ser más uniformes a lo largo del año, sin mostrar variaciones importantes. El período de estiaje ocurre en meses de invierno, en el trimestre dado por los meses de junio, julio y agosto.": 54 

Curvas de variación estacional
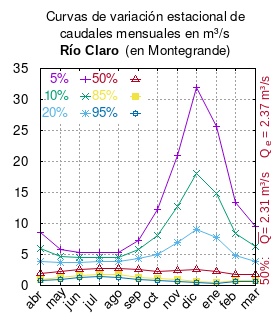
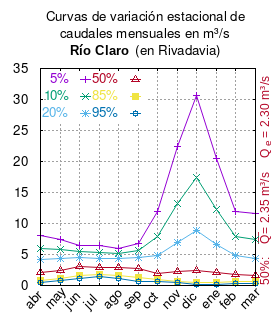
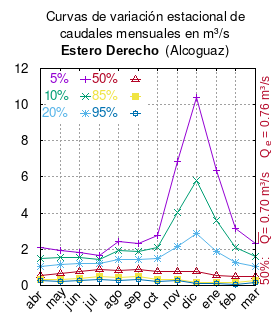

El caudal del río (en un lugar fijo) varía en el tiempo, por lo que existen varias formas de representarlo. Una de ellas son las curvas de variación estacional que, tras largos periodos de mediciones, predicen estadísticamente el caudal mínimo que lleva el río con una probabilidad dada, llamada probabilidad de excedencia. La curva de color rojo ocre (con {\displaystyle {\color {Red}\vartriangle }}) muestra los caudales mensuales con probabilidad de excedencia de un 50%. Esto quiere decir que ese mes se han medido igual cantidad de caudales mayores que caudales menores a esa cantidad. Eso es la mediana (estadística), que se denota Qe, de la serie de caudales de ese mes. La media (estadística) es el promedio matemático de los caudales de ese mes y se denota {\displaystyle {\overline {Q}}}. 
Una vez calculados para cada mes, ambos valores son calculados para todo el año y pueden ser leídos en la columna vertical al lado derecho del diagrama. El significado de la probabilidad de excedencia del 5% es que, estadísticamente, el caudal es mayor solo una vez cada 20 años, el de 10% una vez cada 10 años, el de 20% una vez cada 5 años, el de 85% quince veces cada 16 años y la de 95% diecisiete veces cada 18 años. Dicho de otra forma, el 5% es el caudal de años extremadamente lluviosos, el 95% es el caudal de años extremadamente secos. De la estación de las crecidas puede deducirse si el caudal depende de las lluvias (mayo-julio) o del derretimiento de las nieves (septiembre-enero).

## Historia
Francisco Solano Asta-Buruaga y Cienfuegos escribió en 1899 en su obra póstuma Diccionario Geográfico de la República de Chile sobre el río:
Río Claro de Elqui.-—Corríente de agua de poco caudal en el departamento de su nombre que procede de los derrames de la sierra que, distante al SE. de la ciudad de Vicuña, arranca al oeste de la laguna del Río Turbio del mismo departamento y se extiende en esa dirección dividiendo las vertientes que van á esos ríos, de las que caen al sur en el de Hurtado del vecino departamento de Ovalle. Reune en su origen pequeños arroyos y corre hacia el NNO. á juntarse al lado occidental de la aldea de Ribadavia con dicho Río Turbio y formar el de Coquimbo. Sus más notables afluentes, entre las muchas quebradas ordinariamente casi secas que desembocan en él, son los de Cochiguas y de Paiguano. En más de la mitad de su curso, que no excede de 35 kilómetros, abre un angosto valle muy feráz y cultivado que contiene varios fundos y viñedos que producen abundantes frutas, exquisitas pasas, vinos delicados, &c. Se hallan también asentadas aquí las poblaciones de Monte Grande, Paiguano, Ribadavia, Unión, &c. En las sierras de sus márgenes se hallan vetas de cobre y de plata.